# Jalalpur Jattan
Jalalpur Jattan (en ourdou : جلالپور جٹاں) est une ville pakistanaise, située dans le district de Gujrat dans la province du Pendjab. Elle est située à environ vingt kilomètres de l'Azad Cachemire.
Alexandre le Grand y aurait peut-être fondé la ville de Bucéphalie en l'honneur de son cheval Bucéphale. Aux alentours de 300 av. J.-C., elle fait partie de l'Empire Maurya, sous le nom de Kulla Chor.
La population de la ville a été multipliée par près de quatre entre 1972 et 2017, passant de 23 459 habitants à 96 212. Entre 1998 et 2017, la croissance annuelle moyenne s'affiche à 1,7 %, inférieure à la moyenne nationale de 2,4 %.  En 2023, la population de la ville monte à 146 743 habitants.
|            | 1972 (rec.) | 1981 (rec.) | 1998 (rec.) | 2017 (rec.) | 2023 (rec.) |
| ---------- | ----------- | ----------- | ----------- | ----------- | ----------- |
| Population | 23 459      | 29 590      | 69 395      | 96 212      | 146 743     |